# チュウゴクオナガコバチ
チュウゴクオナガコバチ（学名：Torymus sinensis Kamijo 1982）とは、膜翅目オナガコバチ科Torymus属に分類される昆虫である。

## 概要
クリの害虫であるクリタマバチの寄生蜂として知られ、日本では1979年、1981年にて生物的防除として本格的に導入された。
1975年に農林省から派遣された「果樹害虫防除への天敵利用技術交流団」によって、クリタマバチの原産地である中国で天敵探索が行われた。その結果、彼らが持ち帰ったクリタマバチのゴール(虫こぶ)から本種が羽化した。この種は後に新種であったことが判明した。茨城県と熊本県で放飼が行われたが、茨城県でのみ6年後にクリタマバチのゴール（虫こぶ）着生芽率がわずか3％に減少した。
1982年の導入以来、現在に至るまでクリタマバチの被害調査とチュウゴクオナガコバチの発生調査は継続的に実施されている。解析によってクリタマバチはチュウゴクオナガコバチにより長期間持続的に制御されていることが明らかになり、生物的防除における長期間の防除効果について世界で初めて科学的に明示された。